# Marc Minguell
Marc Minguell Alférez (Barcelona, 1985. szeptember 14. –) világbajnoki ezüst- (2009) és bronzérmes (2007), emellett Európa-bajnoki bronzérmes (2006) spanyol válogatott vízilabdázó, a CNA Barceloneta bekkje.